# Västindisk beckasin
Västindisk beckasin (Gallinago kakuki) är en förhistorisk utdöd fågel i familjen snäppor inom ordningen vadarfåglar. Den beskrevs 2016 utifrån fossila lämningar från sen kvartär funna i Bahamas (öarna Abaco, New Providence, Little Exuma, Long och Middle Caicos) samt på Kuba och Cayman Brac i Caymanöarna. Denna relativt stora beckasin kunde troligen flyga även om vingarna var relativt korta. Skelettdelarna är mer lika arter som förekommer i Eurasien (undersökta arterna dubbelbeckasin och japansk beckasin) än amerikanska arter (amerikansk beckasin och sydamerikansk beckasin).